# Nậm É
Nậm É hay Nậm E là một sông trong lưu vực sông Mã, chảy ở các tỉnh Sơn La và Điện Biên, Việt Nam.
Sông có chiều dài 40 km và diện tích lưu vực là 380 km², đổ vào Nậm Hua và từ đó đến sông Mã.

## Dòng chảy
Nậm É bắt nguồn từ hợp lưu mạng sông suối ở các xã Mường É, Phổng Lập và Chiềng Bôm. Tại đây có 3 dòng chính, chảy về phía tây :
- Nậm Ét hay Nậm Hét từ Mường É; 21°31′43″B 103°33′46″Đ / 21,52861°B 103,56278°Đ
- Nậm Lập từ Phổng Lập;
- Nậm Bứa từ Chiềng Bôm.

Từ điểm hợp lưu 21°28′6″B 103°32′20″Đ / 21,46833°B 103,53889°Đ Nậm É chảy cong queo với hướng chính là về phía tây, qua các xã Long Hẹ, É Tòng, tới xã Tênh Phông thì đổ vào Nậm Hua.

## Tên gọi
Trong các văn bản thì tên đối tượng ở vùng núi thường bị ghi sai âm hoặc dấu. Dựa theo bản đồ địa hình , "Danh mục địa danh dân cư Sơn La" , và các địa danh liên quan là Mường É, É Tòng,... thì tên chính xác của sông này là Nậm É.